# Чарльз, Йос
Йос Чарльз (англ. Jos Charles; род. 14 ноября 1988 года) —современная американская поэтесса, писательница, переводчица и редактор.
Чарльз выросла в консервативной семье евангеликов. Когда ей было семь лет, она написала свое первое стихотворение и оно было о распятии. Чарльз получила степень магистра искусств в Аризонском университете.
В 2016 году издательством Ahsahta Press был опубликован сборник стихов Чарльз «Безопасное пространство» (англ. Safe Space). Ее стихи публиковали POETRY, «PEN», Washington Square Review, Denver Quarterly, «ГЛААД», LAMBDA Literary, The Feminist Wire, Action Yes, BLOOM и The Capilano Review. В 2015 году она получила стипендию Monique Wittig Writer. В 2016 году Чарльз получила стипендию Ruth Lilly & Dorothy Sargent Rosenberg через Фонд поэзии и была финалистом премии Lambda Literary Award за тему трансгендерности поэзии. В 2017 году она стала победителем американской литературной премии National Poetry Series. 14 августа 2018 года её сборник стихов был издан издательством Milkweed. Она является основателем THEM, (ОНИ) первого журнала в Соединенных Штатах посвященного тематике трансгендерности. Стиль письма Чарльз использует оригинальный словарь, который создается путем смешения среднеанглийского языка и языка СМС.
Чарльз — трансгендерная женщина.  С 2018 года она живет в Лонг-Бич, штат Калифорния, и учится в Калифорнийском университете в Ирвине на кандидата наук по английскому языку.